# Vittorio Longhi
Vittorio Longhi (Catania, 1972) è un giornalista e scrittore italiano.
È autore del memoir Il colore del nome (Solferino, 2021) e del saggio The Immigrant War (2012, Policy Press). Ha scritto per la Repubblica e The International New York Times. Ha creato il sito internazionale di informazione Equal Times a Bruxelles e l'evento Afropean Bridges per l'università Ca' Foscari di Venezia.

## Biografia
Ha iniziato la carriera giornalistica nel 1994 come cronista sindacale nelle Marche, dove si è occupato di medicina del lavoro e ha pubblicato un libro-inchiesta sull'esposizione dei lavoratori metalmeccanici all'amianto. Si è laureato in Sociologia economica all'università di Urbino e specializzato in Society and the New Media all'Università di Leicester (UK). Nel 2001 ha scritto per il Guardian dal G8 di Genova, a Roma ha lavorato per Associated Press e per il quotidiano il manifesto in cui ha tenuto la rubrica "Pianeta Lavoro" per circa sei anni.
Dal 2007 forma giornalisti dei Paesi in via di sviluppo sulle norme internazionali del lavoro per conto dell'International Labour Organisation (ILO) e sui temi dello sviluppo sostenibile per conto della Thomson Reuters Foundation. Ha tenuto corsi anche per International Organisation for Migration (IOM), United Nations High Commissioner for Refugees (UNHCR), United Nations Foundation, UNICEF. Come giornalista si occupa di diritti umani e questioni internazionali per Repubblica.it, per The Guardian e The International New York Times.
Nel 2012 ha fondato e diretto il sito di informazione internazionale Equal Times a Bruxelles creando una rete di oltre 70 corrispondenti, soprattutto da Paesi emergenti, per offrire un canale alternativo alle grandi agenzie di stampa. Nello stesso anno ha pubblicato il saggio The Immigrant War, a global movement against discrimination and exploitation (Policy Press).
A Ginevra dal 2014 ha coordinato la comunicazione e le campagne di Public Services International, per promuovere qualità del lavoro nei servizi pubblici, con un'attenzione particolare alle risorse energetiche, all'equità fiscale a livello transnazionale e alla sanità, come nel caso di Ebola in Africa Occidentale.

### Attivismo
In Italia ha fondato la no-profit di attivismo digitale Progressi.org e ha lanciato decine di campagne per i diritti civili e del lavoro, contro il caporalato e il razzismo, contro il riscaldamento globale e il dissesto idrogeologico, per la prevenzione dei terremoti e per lo sviluppo sostenibile. Nel 2018 Progressi.org ha raccolto oltre 300mila firme in due giorni per sostenere il Presidente della Repubblica, Sergio Mattarella, attaccato dai partiti populisti che lo minacciavano di impeachment . Vittorio Longhi ha promosso anche campagne per difendere i diritti umani in Eritrea, insieme al sacerdote eritreo Mussie Zerai. Da tempo è impegnato nella questione della cittadinanza per gli eritrei figli di italiani nati durante il colonialismo. Nel 2017 ha creato l'evento Afropean Bridges  in seno al Center for Humanities and Social Change presso l'Università Ca' Foscari di Venezia sui temi dell'identità, della rappresentazione e delle opportunità dei discendenti africani in Europa. È nipote omonimo di un attivista italoeritreo, ucciso dai terroristi Sciftà nel 1950 ad Asmara per la militanza a favore dell'indipendenza eritrea dall'Etiopia. Su questa storia e sulla discendenza africana ha scritto il memoir Il colore del nome (Solferino, 2021).